# Helmut Maurer (Historiker)

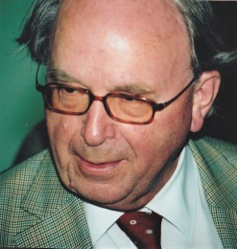
Helmut Maurer, aufgenommen von Werner Maleczek im Jahr 2008

Helmut Maurer (* 3. Mai 1936 in Donaueschingen; † 29. Dezember 2018 in Konstanz) war ein deutscher Historiker und Archivar. Er leitete von 1966 bis zu seiner Pensionierung 2001 das Konstanzer Stadtarchiv. Seine Forschungen machten ihn zu einem Spezialisten der südwestdeutsch-schweizerischen Landesgeschichte des Mittelalters.

## Leben
Der Sohn eines Regierungsbauinspektors und Bauingenieurs besuchte die Volksschule und die ersten vier Klassen des Gymnasiums in Donaueschingen. Er wechselte im November des Jahres 1950 an das Goethe-Gymnasium in Emmendingen. Dort legte er 1956 das Abitur ab und erhielt den Scheffel-Preis „für besondere Leistungen in Deutscher Sprache“.
Maurer studierte von 1956 bis 1963 Geschichte, Ur- und Frühgeschichte, Germanistik, Geographie und Politik an der Universität Freiburg i. Br. Sein wichtigster akademischer Lehrer war Gerd Tellenbach. Wichtige landeskundliche Impulse erhielt er von Martin Wellmer. In den Semesterferien seiner ersten Studienjahre 1956, 1957 und 1958 war er durch das Staatliche Amt für Archivpflege mit der erstmaligen Ordnung und Inventarisierung des Freiherrlich von Reischachschen Archivs zu Schlatt unter Krähen und der Freiherrlich von Hornsteinschen Archive zu Bietingen und Binningen (Hegau) betraut. In Freiburg wurde er auch 1962 bei Gerd Tellenbach über die Herren von Krenkingen und das Land zwischen Schwarzwald und Randen im frühen und hohen Mittelalter promoviert. Von 1963 bis 1964 war Maurer Stipendiat am Deutschen Historischen Institut in Rom mit einem Forschungsauftrag im Vatikanischen Archiv. 1964 trat er in den baden-württembergischen Archivdienst ein.
Im Jahr 1965 bestand er das Assessorexamen an der Archivschule Marburg und wurde 1966 als Nachfolger von Otto Feger Leiter des Stadtarchivs Konstanz. Bis zum Jahr 2001 hatte er die Leitung inne, sein Nachfolger wurde Jürgen Klöckler. Im Jahr 1978 wurde er Archivdirektor. Maurer hatte wesentlichen Anteil daran, dass das Stadtarchiv 1984 von dem innerstädtischen Standort in der Katzgasse in den geräumigeren Westflügel des ehemaligen Konventgebäudes des Klosters Petershausen umziehen konnte.
Maurer wurde 1981 zum Honorarprofessor für Mittelalterliche Geschichte mit besonderer Berücksichtigung der Landesgeschichte an der Universität Konstanz ernannt. Als akademischer Lehrer betreute er elf Dissertationen. Zu seinen akademischen Schülern zählten unter anderem Karel Hruza, Harald Derschka und Fredy Meyer.
Maurer wurde 1967 in den Vorstand des Vereins für Geschichte des Bodensees und seiner Umgebung gewählt und war von 1972 bis 1979 dessen Präsident. Als Präsident sorgte er für eine dauerhafte Zusammenarbeit zwischen Verein und neu gegründeter Universität. Unter Maurers Präsidentschaft stieg die Zahl der Mitglieder auf über 1000 an. Er hatte die Mitgliederwerbung durch Vortragsveranstaltung in den größeren Städten des Bodenseeraumes gezielt gefördert. Maurer übernahm die Herausgeberschaft des Bandes, der 1974 anlässlich der 1250-Jahr-Feier der Gründung der Abtei Reichenau veröffentlicht wurde. Der Verein widmete ihm eine Festschrift und ernannte ihn 1999 zum Ehrenpräsidenten. Maurer war Mitglied im Konstanzer Arbeitskreis für mittelalterliche Geschichte (seit Oktober 1968) und bekleidete von 1981 und 1989 sowie zwischen 1993 und 2001 das Amt des stellvertretenden Vorsitzen des Arbeitskreises. Er wurde 1972 korrespondierendes und 1975 ordentliches Mitglied der Kommission für geschichtliche Landeskunde in Baden-Württemberg. Er gehörte auch dem Alemannischen Institut, dem Südwestdeutschen Arbeitskreis für Stadtgeschichtsforschung und dem Kuratorium für vergleichende Städtegeschichte an. 1974 nahm er an der Gründungsversammlung des Geschichtsvereins Hochrhein teil. Im Jahr 1994 wurde ihm der Preis der St. Gallischen Kulturstiftung verliehen. Anlässlich seines 80. Geburtstags fand ein eintägiges Kolloquium in Konstanz am 27. Mai 2016 mit dem Thema Konstanz und der Südwesten des Reiches im hohen und späten Mittelalter statt. Maurer starb am 29. Dezember 2018 im Alter von 82 Jahren in seinem Wohnhaus in Konstanz-Allmannsdorf. Er wurde auf dem Friedhof Allmannsdorf beigesetzt.

## Forschungsschwerpunkte
Maurers Forschungsschwerpunkte waren die mittelalterliche Verfassungs-, Sozial-, Kirchen- und Stadtgeschichte insbesondere von Südwestdeutschland und der Schweiz und die Geschichte der Stadt Konstanz. Das 2017 in der Festschrift zum 80. Geburtstag veröffentlichte Schriftenverzeichnis zählt 14 Monographien und 245 Aufsätze und kleinere Beiträge auf. Ein Schwerpunkt war das Thema der Herzog von Schwaben. Dazu veröffentlichte er ab den 1960er Jahren Aufsätze zum Rottweiler Hofgericht, zu Bodman, Wahlwies, der Hohentwiel und die Begründung der Herzogsherrschaft in Schwaben. oder zu den Anläufen, die Karl IV. unternahm, das Herzogtum Schwaben zu erneuern. Im Jahr 1978 erschien seine Darstellung über den Herzog von Schwaben in ottonischer, salischer und staufischer Zeit legte er ein Standardwerk vor. Dabei entschied er sich für einen landesgeschichtlichen Zugriff über die „Vororte“ wie Zürich, Breisach, Ulm und Straßburg, Rottweil und dem Hohentwiel, an denen „sich die Herrschaft des Herzogs [...] manifestiert und konzentriert hat“. Aber auch Aspekte von Selbstverständnis und Repräsentation des Herzogs werden berücksichtigt. Nach Maurer war die Ausübung der Herzogsgewalt im Schwaben des 10. und beginnenden 11. Jahrhunderts erst möglich, „als sie an eine Örtlichkeit anzuknüpfen versuchte, die bislang ein Mittelpunkt königlichen Regierens gewesen war“. Bei der Betrachtung der Vororte kam Maurer zu folgender Einsicht: Indem der Herzog „königliche Pfalzen, königliche Höfe, königliche Pfalzstädte mit königlichem Markt und königlicher Münze nutzte, ahmte er Herrschaftsformen des Königtums nach, trat er in diesen Orten an die Stelle des Königs“.
Im Herbst 1983 führte er eine Tagung des Konstanzer Arbeitskreises auf der Insel Reichenau zum Thema „Kommunale Bündnisse Oberitaliens und Oberdeutschlands“ durch. Die Beiträge der Tagung wurden von Maurer 1987 herausgegeben. Mit Raymund Kottje initiierte er 1986 eine Herbsttagung des Konstanzer Arbeitskreises zum Thema „Monastische Reformen im 9. und 10. Jahrhundert“. Im Herbst 1997 leitete er gemeinsam mit Thomas Zotz und Hansmartin Schwarzmaier eine Tagung des Konstanzer Arbeitskreises zum Thema „Schwaben und Italien im Hochmittelalter (10.–13. Jahrhundert)“.
Ein weiterer Arbeitsschwerpunkt waren die Geschichte des Bistums und der Stadt Konstanz im Mittelalter. Im Jahr 1973 erschien seine Darstellung Konstanz als ottonischer Bischofssitz. In seinen Forschungen zur Frühgeschichte des Bistums Konstanz konnte er unter anderem zeigen, dass die Konstanzer Bischöfe erst in der 2. Hälfte des 8. Jahrhunderts bei der Christianisierung der in ihrer Diözese lebenden Alemannen tätig wurden. Für die Germania Sacra bearbeitete er 1981 das Stift St. Stephan in Konstanz. Maurer legte den Schwerpunkt auf die Geschichte des Chorherrenstiftes und wertete vor allem Kabinettsprotokolle aus. Diese Quellengattung hatte Theodor Humpert, der 1957 erstmals eine Darstellung zu St. Stephan vorlegte, noch unberücksichtigt gelassen. Er konzipierte 2003 den Band zu den Konstanzer Bischöfen vom 6. Jahrhundert bis 1206. Im Jahr 1989 erschien eine zweibände Geschichte über Konstanz im Mittelalter. Die Darstellung erschien 1996 in zweiter Auflage. Einzelbeiträge veröffentlichte er über die Konstanzer Bürgerschaft im Investiturstreit, die Mauern der Bischofsstadt oder die Ratskapelle St. Lorenz. Er verfasste zahlreiche Artikel zu Konstanz und seinen Bischöfen für das Historische Lexikon der Schweiz, das Lexikon des Mittelalters, das Lexikon für Theologie und Kirche und die Neue Deutsche Biographie.
Außerdem arbeitete er ab den 1980er Jahren zu den Königspfalzen und Aufenthaltsorten des Königs im deutschen Reich des Mittelalters am Langzeit Projekt Repertoriums der deutschen Königspfalzen des Max-Planck-Instituts für Geschichte. Dabei konnte er seine Herangehensweise aus seiner Dissertation über die Vororte des Herzogs erneut fruchtbar machen. Er bearbeitete den Band zu Baden-Württemberg. Im Jahr 2004 konnte der erste Teilband erscheinen.
Auch für die Geschichte der Geschichtswissenschaft veröffentlichte er zu einer Reihe von Historikern wie Theodor Mayer, Hermann Heimpel oder Konrad Josef Heilig biographische Skizzen.

## Schriften
Ein Schriftenverzeichnis erschien in: Harald Derschka, Jürgen Klöckler, Thomas Zotz (Hrsg.): Konstanz und der Südwesten des Reiches im hohen und späten Mittelalter. Festschrift für Helmut Maurer zum 80. Geburtstag (= Konstanzer Geschichts- und Rechtsquellen. Bd. 48). Thorbecke, Ostfildern 2017, ISBN 3-7995-6848-4, S. 209 ff.
Monografien
- Die deutschen Königspfalzen. Bd. 3.1: Baden-Württemberg 1. Vandenhoeck & Ruprecht, Göttingen 2004, ISBN 3-525-36520-9.
- Die Konstanzer Bischöfe vom Ende des 6. Jahrhunderts bis 1206 (= Germania Sacra. N. F. 42a). de Gruyter, Berlin 2003, ISBN 3-11-017664-5 (Digitalisat).
- Konstanz im Mittelalter. Bd. 2: Vom Konzil bis zum Beginn des 16. Jahrhunderts (= Geschichte der Stadt Konstanz, Bd. 2). Stadler, Konstanz 1989, ISBN 3-7977-0224-8.
- Konstanz im Mittelalter. Bd. 1: Von den Anfängen bis zum Konzil (= Geschichte der Stadt Konstanz, Bd. 1). Stadler, Konstanz 1989, ISBN 3-7977-0182-9.
- Das Stift St. Stephan in Konstanz (= Germania Sacra. N. F. 15). De Gruyter, Berlin 1981, ISBN 3-11-008386-8 (Digitalisat).
- Der Herzog von Schwaben. Grundlagen, Wirkungen und Wesen seiner Herrschaft in ottonischer, salischer und staufischer Zeit. Thorbecke, Sigmaringen 1978, ISBN 3-7995-7007-1.
- Das Land zwischen Schwarzwald und Randen im frühen und hohen Mittelalter. Königtum, Adel und Klöster als politisch wirksame Kräfte (= Forschungen zur oberrheinischen Landesgeschichte. Bd. 16). Alber, Freiburg i. Br. 1965.
- Die Herren von Krenkingen und das Land zwischen Schwarzwald und Randen. Studien zur Geschichte eines landschaftsgebundenen Adelshauses im 12. und 13. Jahrhundert. Freiburg i. Br. 1963, (Diss.).

Herausgeberschaften
- mit Hansmartin Schwarzmaier, Thomas Zotz: Schwaben und Italien im Hochmittelalter (= Vorträge und Forschungen. Bd. 52). Thorbecke, Stuttgart 2001, ISBN 3-7995-6652-X (Digitalisat).
- mit Raymund Kottje: Monastische Reformen im 9. und 10. Jahrhundert. Thorbecke, Sigmaringen 1989, ISBN 3-7995-6638-4.
- Kommunale Bündnisse Oberitaliens und Oberdeutschlands im Vergleich (= Vorträge und Forschungen. Band 33). Thorbecke, Sigmaringen 1987, ISBN 3-7995-6633-3 (Digitalisat).
- mit Hans Patze: Festschrift für Berent Schwineköper. Zu seinem siebzigsten Geburtstag. Thorbecke, Sigmaringen 1982, ISBN 3-7995-7020-9.
- Der heilige Konrad, Bischof von Konstanz. Studien aus Anlaß der tausendsten Wiederkehr seines Todesjahres. Herder, Freiburg 1975, ISBN 3-451-17449-9 (Zugleich: Freiburger Diözesan-Archiv 95 (1975)) (Online).